# Qonsūl Kandī
Qonsūl Kandī (persiska: كُنسول كَندی, قنسول كندی, Konsūl Kandī) är en ort i Iran.   Den ligger i provinsen Ardabil, i den nordvästra delen av landet, 400 km nordväst om huvudstaden Teheran. Qonsūl Kandī ligger 1 919 meter över havet och antalet invånare är 603.
Terrängen runt Qonsūl Kandī är bergig, och sluttar brant österut.Runt Qonsūl Kandī är det ganska tätbefolkat, med 139 invånare per kvadratkilometer. Närmaste större samhälle är Sara'eyn, 19,3 km söder om Qonsūl Kandī. Trakten runt Qonsūl Kandī består i huvudsak av gräsmarker.